# Portugal en los Juegos Olímpicos de Seúl 1988
Portugal estuvo representado en los Juegos Olímpicos de Seúl 1988 por un total de 64 deportistas que compitieron en 14 deportes.  
El portador de la bandera en la ceremonia de apertura fue el tirador João Rebelo.

## Medallistas
El equipo olímpico portugués obtuvo las siguientes medallas:
| Nombre    | Deporte   | Competición |
| --------- | --------- | ----------- |
| Oro       |           |             |
| Rosa Mota | Atletismo | Maratón F   |
| Plata     |           |             |
| —         |           |             |
| Bronce    |           |             |
| —         |           |             |